# Calle 89 (Manhattan)
La calle 89 es una calle de un solo sentido que corre hacia el oeste desde el East River hasta Riverside Drive, con vista al río Hudson, en el distrito de Manhattan de la ciudad de Nueva York (Estados Unidos). La calle es interrumpida por Central Park. Atraviesa los barrios de Upper West Side, Carnegie Hill y Yorkville.
La terminal occidental de la calle se encuentra en Riverside Drive, con vistas a Riverside Park y al río Hudson, en el sitio del Monumento a los Soldados y Marineros de mármol clásico.

## Edificios notables
El primer edificio en el lado norte de la calle en su extremo oeste es 173-175 Riverside Drive, con entradas en las calles 89 y 90. En el lado sur de la calle se encuentra la antigua Mansión Isaac L. Rice, ahora Yeshiva Ketana de Manhattan y un hito designado de la ciudad de Nueva York.
La escuela Dalton, la escuela Dwight y la escuela Abraham Joshua Heschel están ubicadas en la calle 89.
El bloque entre las avenidas Ámsterdam y Columbus tiene la antigua Claremont Riding Academy, ahora una extensión de Gaynor School, el West Side Community Garden y la restaurada Public School 166 de la década de 1890, un edificio gótico colegiado muy admirado en terracota vidriada.
La cuadra entre las avenidas Columbus y Octava (Central Park West) está arbolada y bordeada de hermosas casas adosadas restauradas. La esquina de la Octava Avenida está marcada por The St. Urban, un edificio de apartamentos "espléndidamente coronado por cúpula y cúpula".
Al este de Central Park, la calle pasa por la fachada de la calle 89 de la Academia Nacional de Diseño en un bloque de hermosas casas adosadas. Entre Madison Avenue y Park Avenue hay una hermosa iglesia neogótica, construida por los episcopalianos en 1870, se convirtió en una iglesia reformada y ahora es la iglesia católica de St. Thomas More. La cuadra entre Lexington Avenue y Third Avenue tiene una hilera de casas adosadas de estilo Reina Ana "espectacularmente románticas".
La calle se llama Fred Lebow Place entre las avenidas Quinta y Madison, en honor al fundador de la maratón de la ciudad de Nueva York. Este bloque también contiene las oficinas de New York Road Runners.
La calle termina en el Parque Carl Schurz en el East River.

## Galería

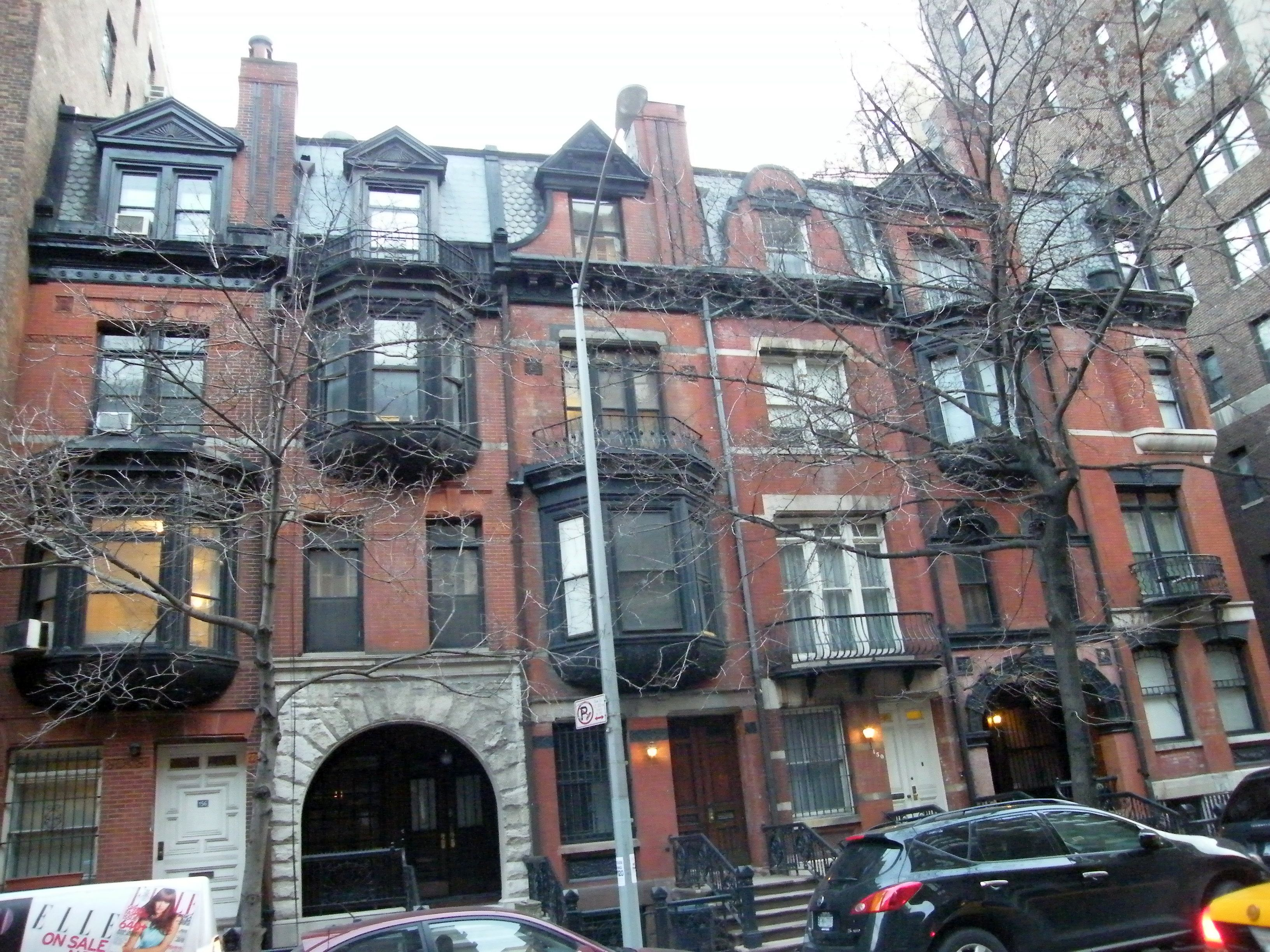
146-156 de East 89th Street
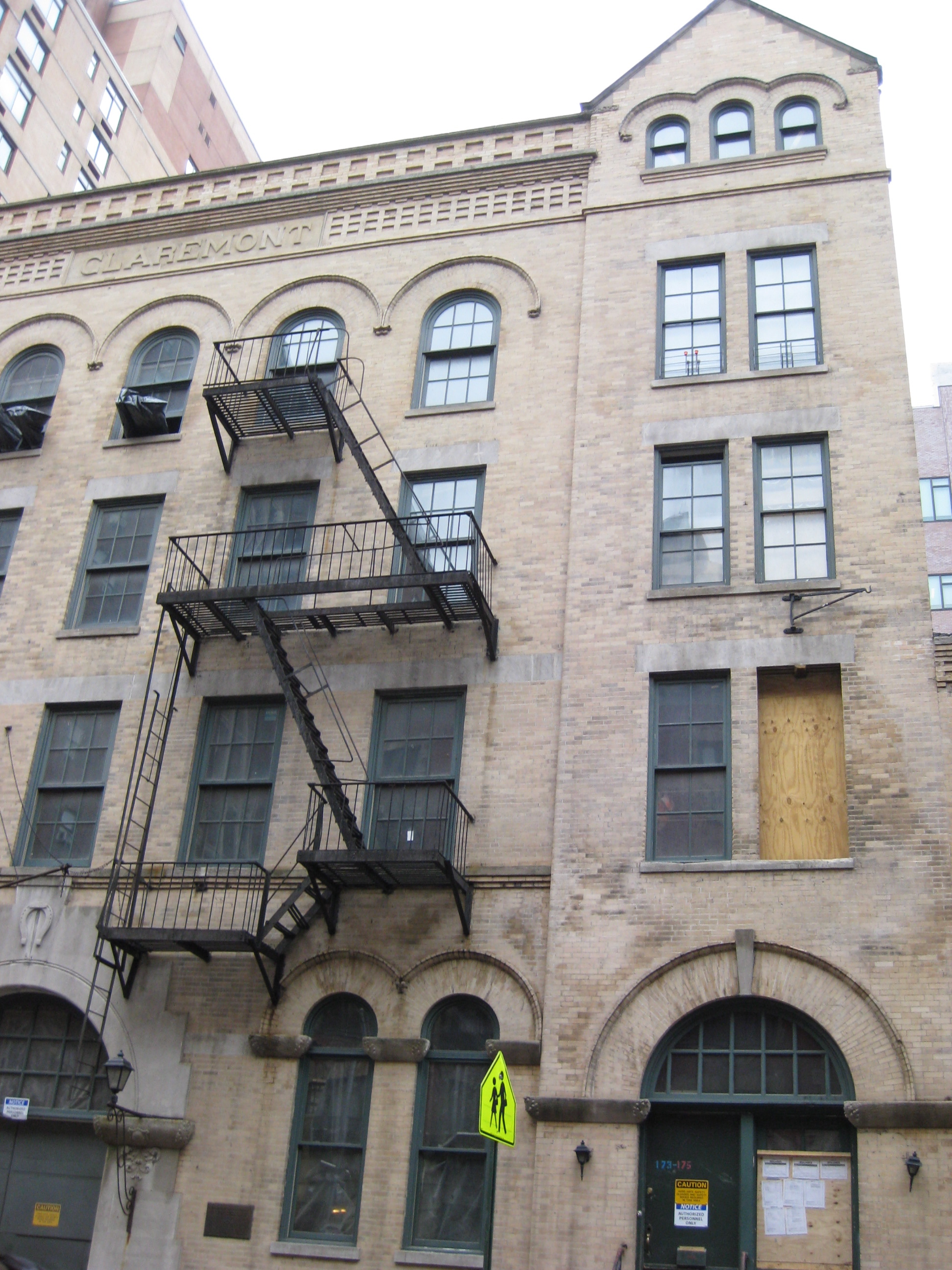
Claremont Riding Academy
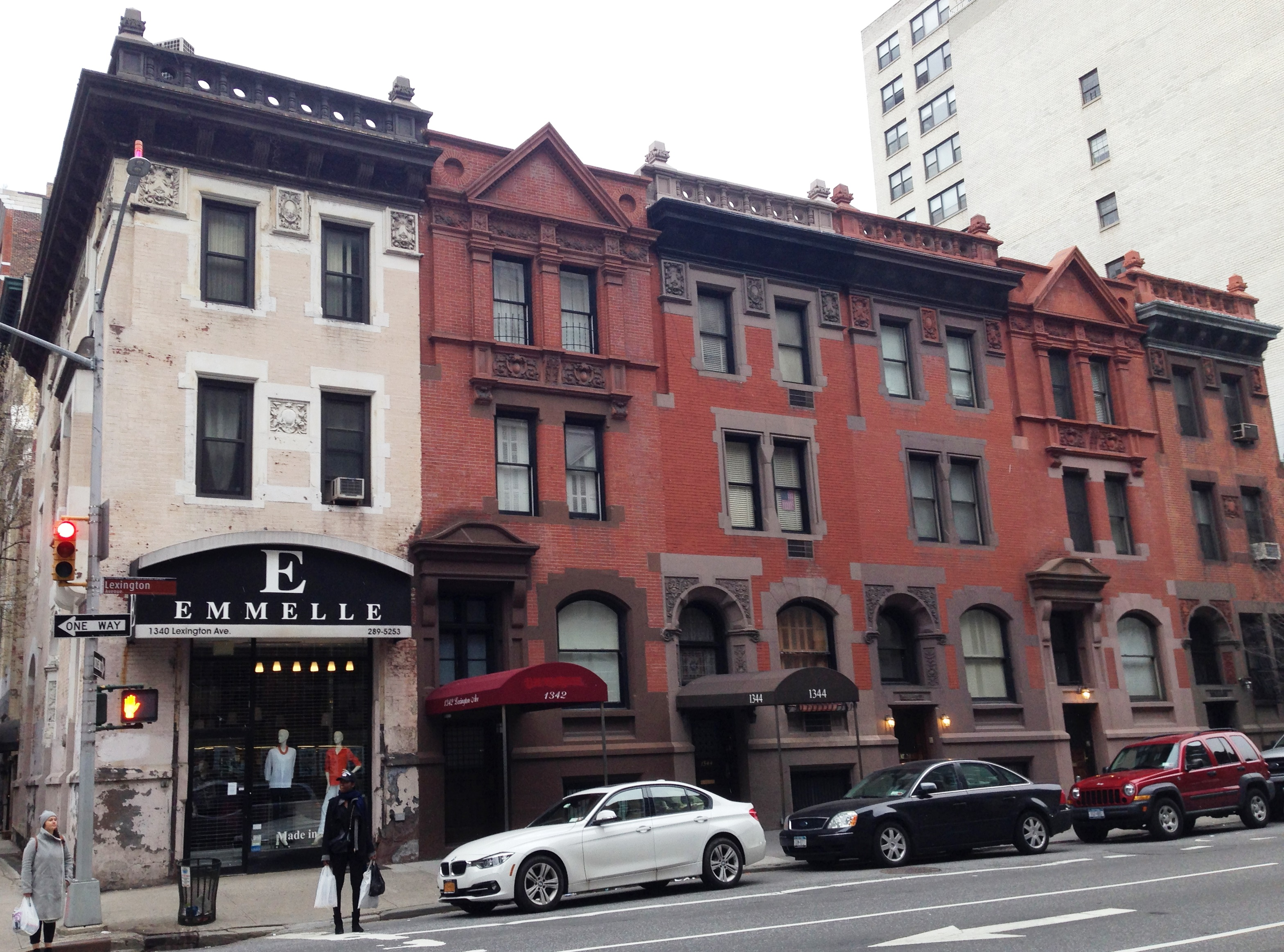
Distrito Histórico Hardenbergh/Rhinelander
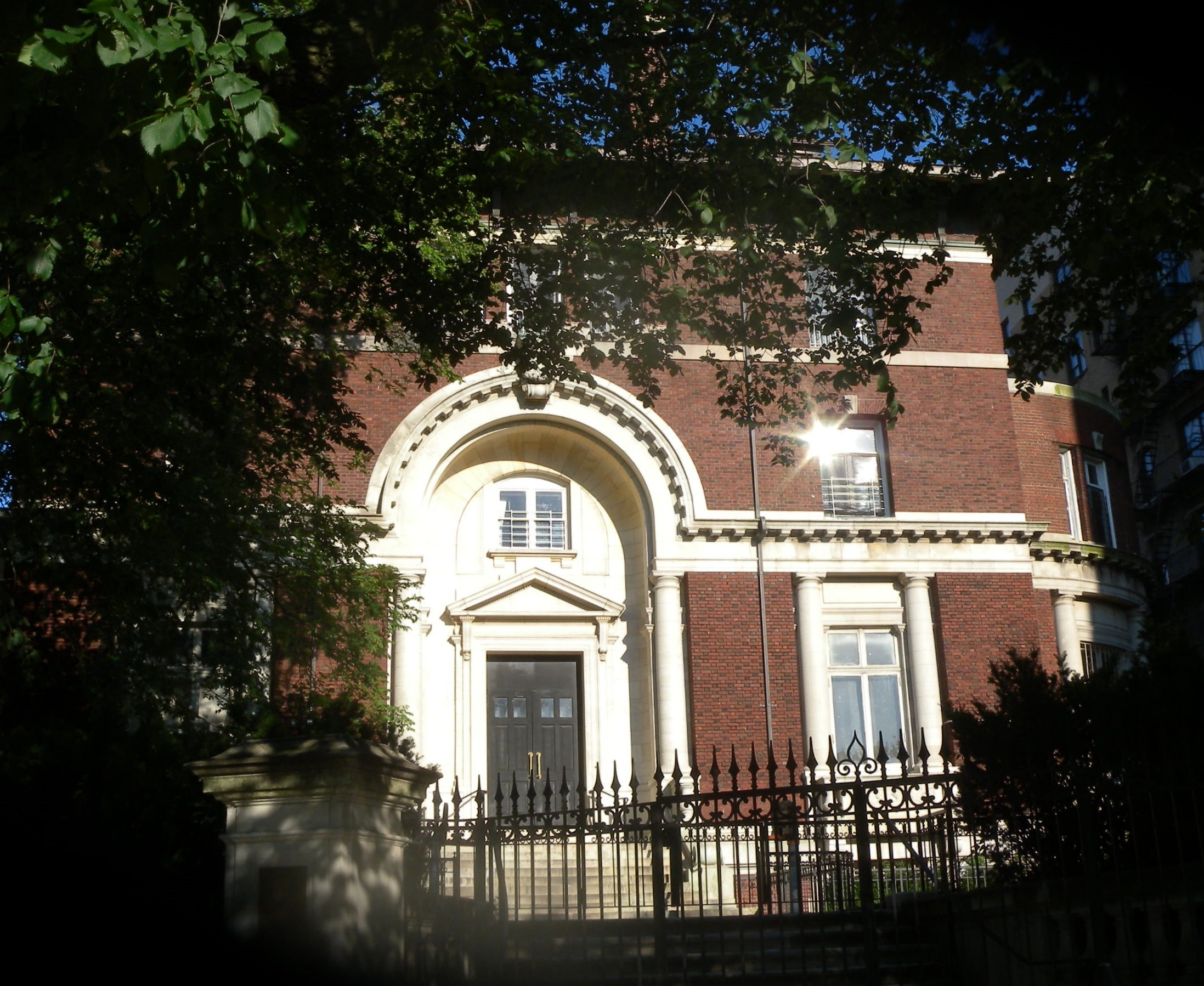
Mansión Isaac L. Rice, actual Yeshiva Ketana
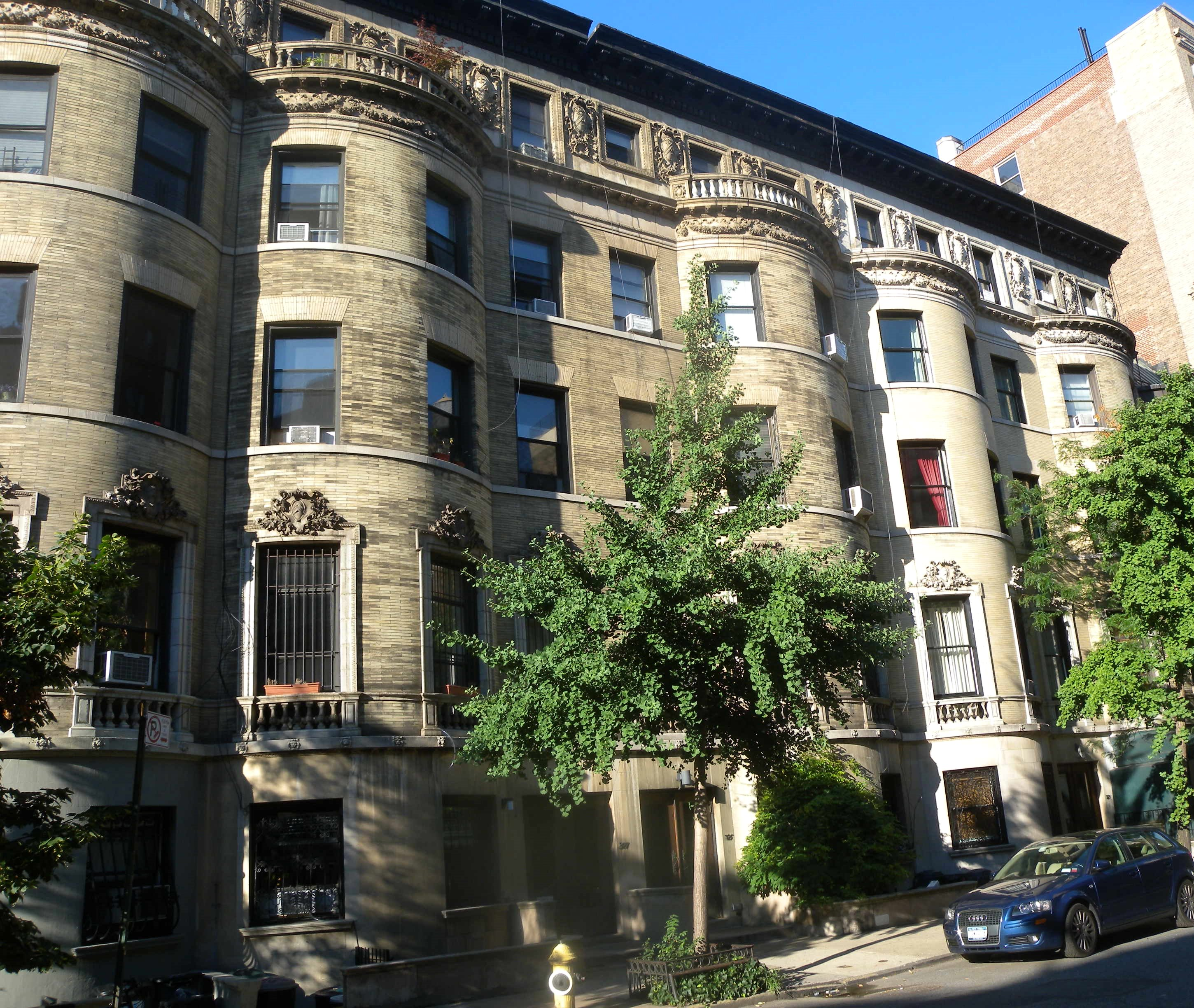
Casas en West 89th St
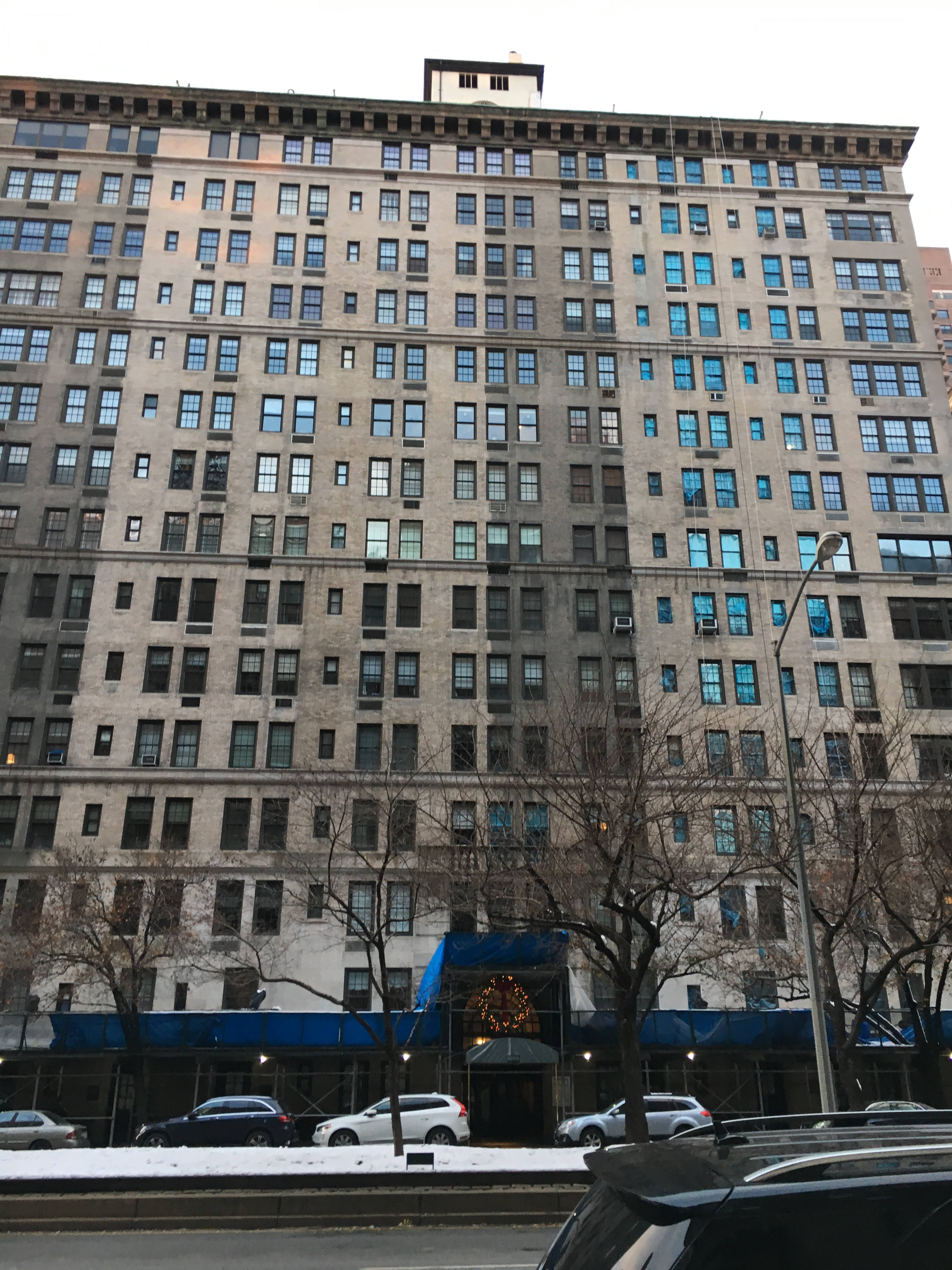
1088 Park Avenue
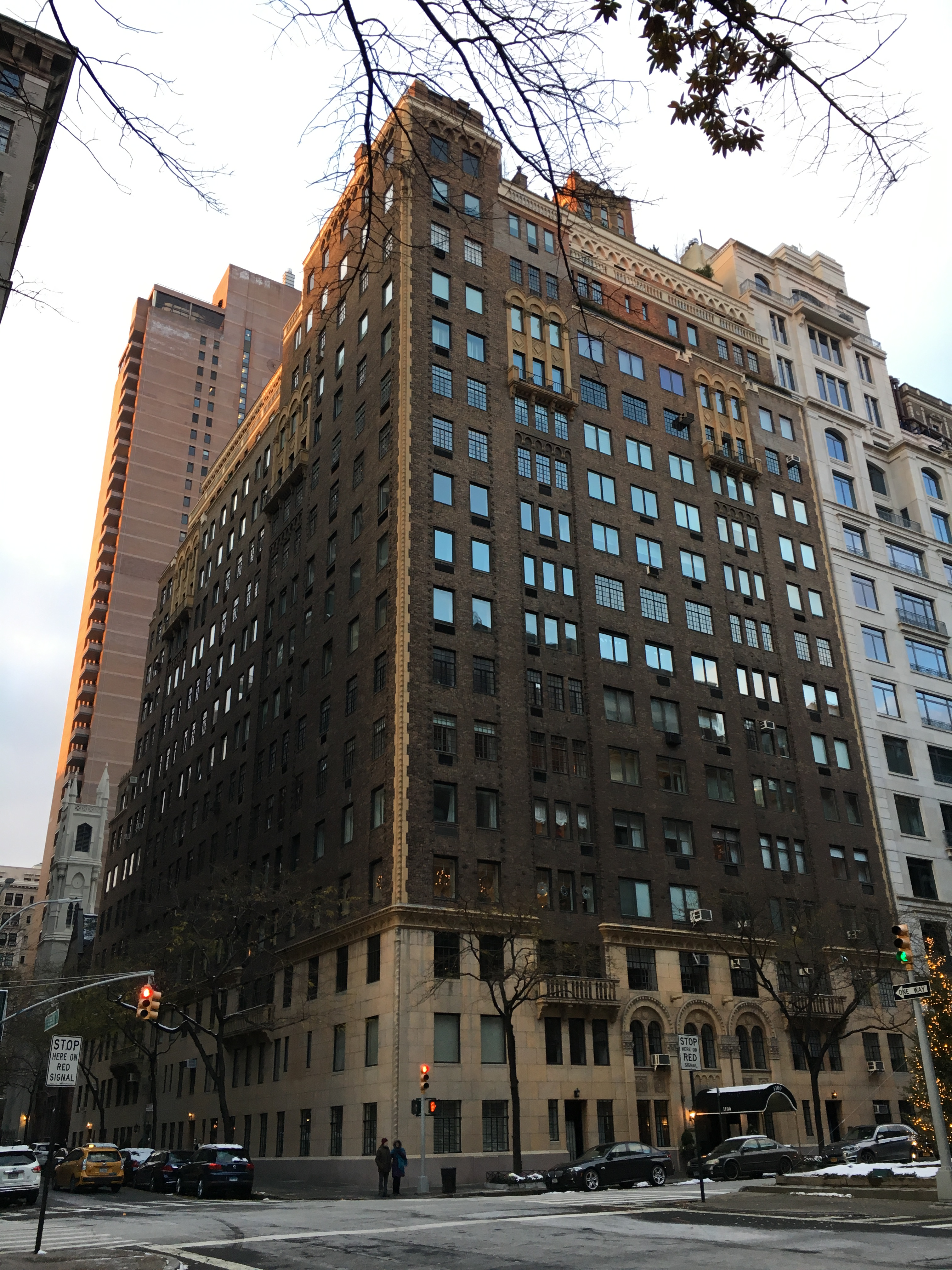
1100 Park Avenue
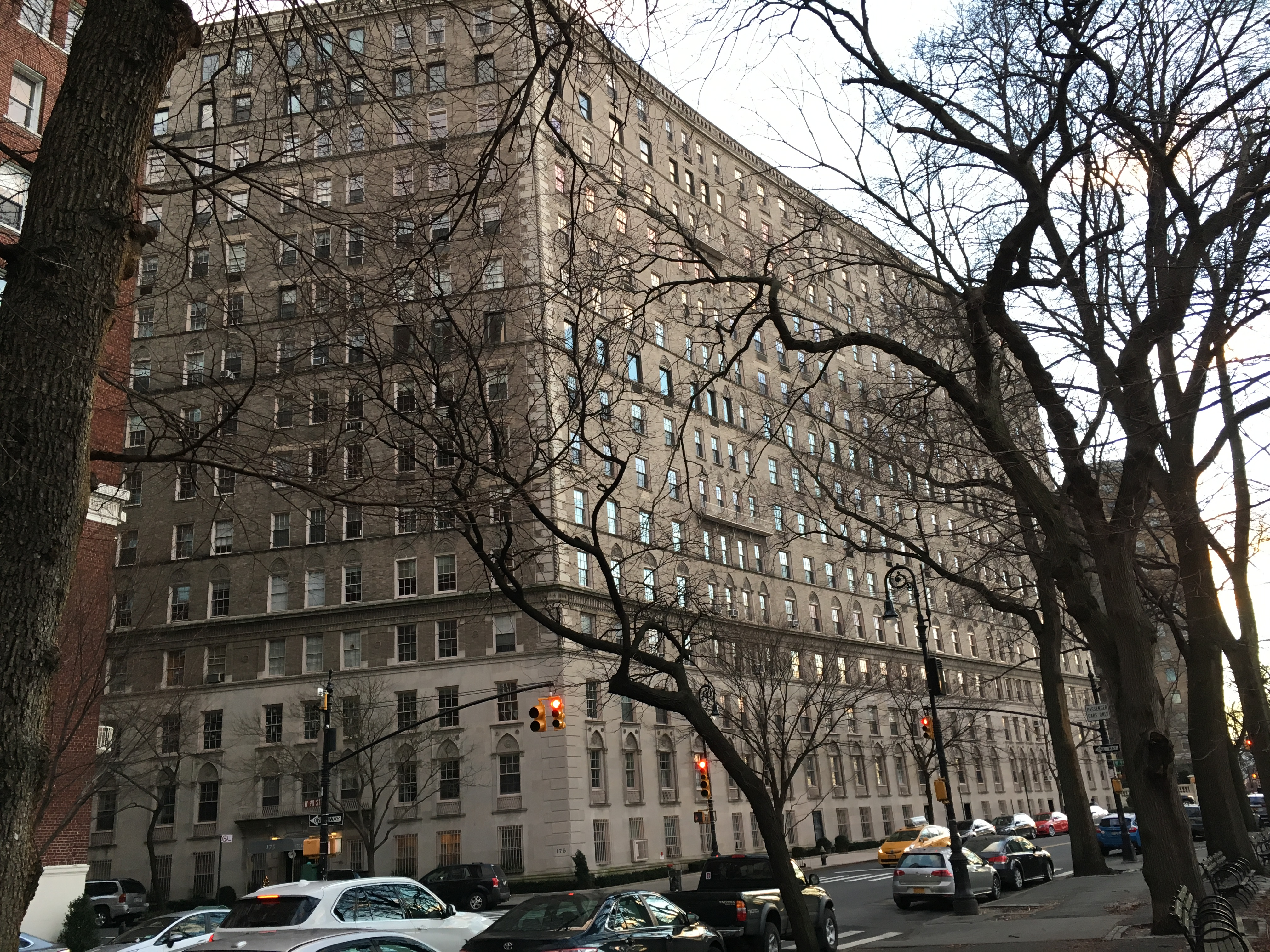
173-175 Riverside Drive
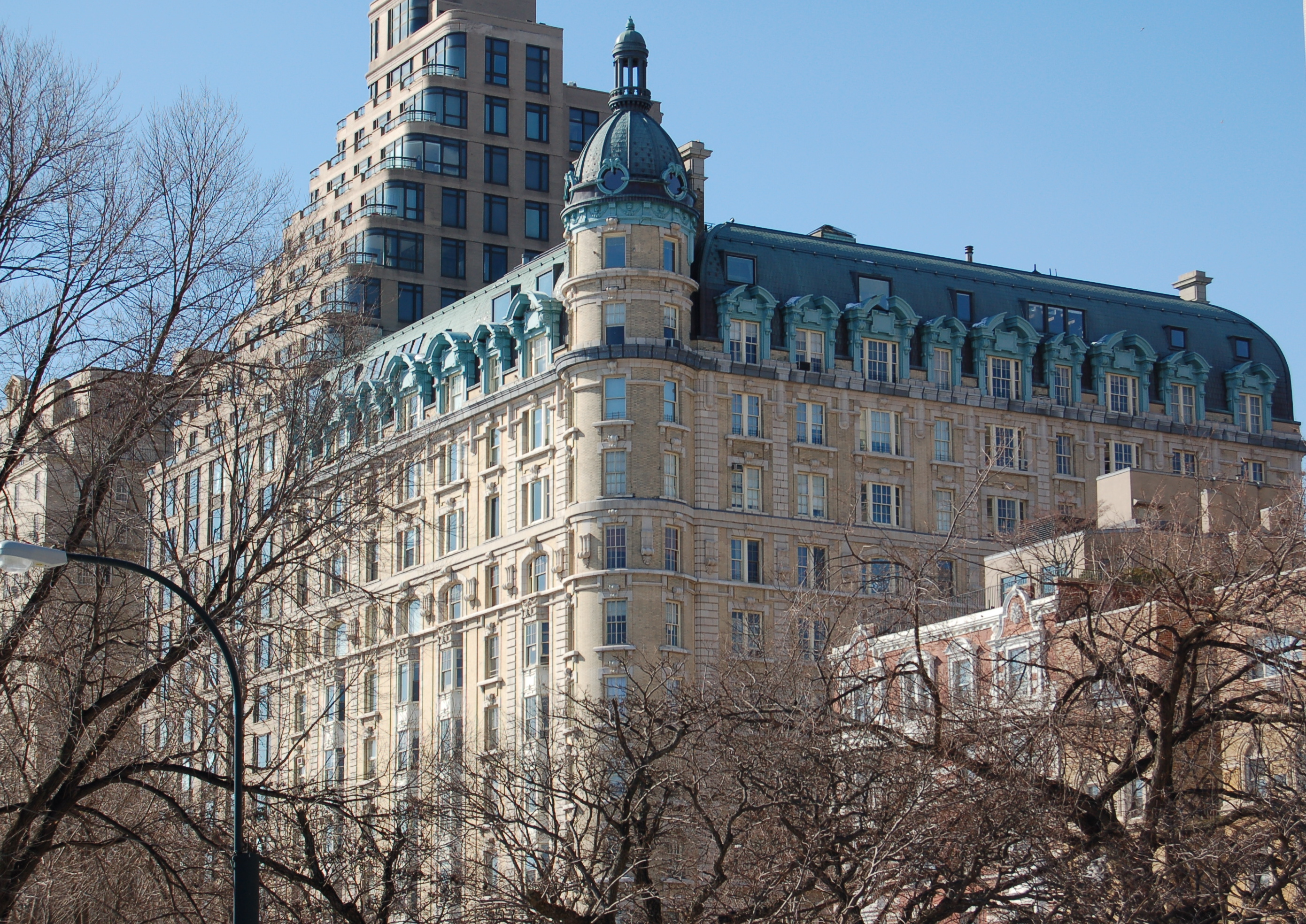
The St. Urban